# Fanboy i Chum Chum
Fanboy i Chum Chum (títol original en anglès Fanboy and Chum Chum) és una sèrie d'animació de coproducció canadenca i estatunidenca produïda per Frederator Studios. Està basada en un episodi/curt metratge de Random! Cartoons de nom Fanboy. La sèrie va ser creada per l'Eric Robles i dirigida per Brian Sheesley, Jim Schumann i Russell Calabrese en la primera temporada. A la segona, va ser dirigida per l'Eddit Rigueros, el Brandon Kruse, en Tom King i el Mitchroney Ken. Es va estrenar per primer cop al canal de televisió Nickelodeon als EUA i Llatinoamèrica l'any 2010 i des de llavors ja s'ha traduït en català, neerlandès, francès, portuguès, Espanyol, italià, suomi, polonès, rus, entre d'altres. La versió catalana ha sigut possible gràcies a Televisió de Catalunya que ha tocat públic català, andorrà i balear.

## Argument
En Fanboy i en Chum Chum són dos nois súper fans de la ciència-ficció, la fantasia i dels Frosty Freeze Fresc (FFF), una beguda gelada que té com a cara de portada un superheroi. La beguda és el motiu en molts capítols d'aventures esbojarrades i al·lucinants. Els dos viuen a la Fantorre, una torre d'una ciutat tranquil·la de nom Galaxy Hils. A Galaxy Hills hi ha el Frosty-Mercat, un supermercat on es passen els dies, ja que és allà on poden comprar la seva beguda preferida. Ara bé, molt sovint es veuen confrontants al Boog, un empleat del supermercat una mica goril·la i ganàpia que no els deixa ni un minut tranquils, sobretot si es tracta de jugar amb la màquina Ximpa Ximple.

## Personatges
- Fanboy: en Fanboy és un noi d'11 anys entusiasta, fanàtic de la fantasia, la ciència-ficció i els còmics. Sempre té molts idees, encara que molt esbojarrades, però és molt dolent al col·le, ja que ha suspès tots els exàmens fets fins ara. És el principal protagonista de la sèrie juntament amb el seu amic Chum Chum. Porta una màscara de color violeta, guants i un vestit de superheroi verd similar al del Riddler, amb el logotip de la seva cara a la samarreta. Busca sempre la major experiència quan es tracta de posar en pràctica alguna de les seves idees. En Chum Chum i en Fanboy són inseparables i porten una relació de germans, en Fanboy actuant com a germà gran i en Chum Chum com a germà petit.
- Chum Chum: té 10 anys i és el millor amic del coprotagonista, en Fanboy. Li encanta, com de fet també a en Fanboy, els FFF; o sigui, els Frosty Freeze Frescs, una beguda gelada de color rosa que els té hipnotitzats. Malgrat ser més jove que el seu amic, en Chum Chum està a la mateixa classe que en Fanboy. Això es deu al fet que en Fanboy el va colar a classe seva i el professor no es va adonar de la diferència d'edat. És fàcil de convèncer i excessivament hiperactiu, a part d'estar moltes vegades amb una actitud de noi content i pràcticament informal. A la màquina de jocs del supermercat al qual acostumen a anar, el Ximpa Ximple, no són molt bons jugadors, però en Chum Chum malgrat això sempre es mostra feliç encara que perdi. Porta una samarreta de color taronja i el logotip de la seva cara sobreimpresa. Els pantalons són de color groc, que acompanya d'una capa, un antifaç negre i guants.

## Veus del doblatge català
- Fanboy: Marc Gómez
- Chum Chum: Pilar Morales
- Sr. Mufflin: Jaume Mallofre
- Lenny: Francesc Rocamora
- Kyle: Anna Romano
- Cecatine: Toni Molías
- Boog: Oriol de Balle
- Oz: Germán José